# Mitt hjärta blöder
„Mitt hjärta blöder” – dziewiąty singel szwedzkiej piosenkarki Veroniki Maggio, który został wydany 25 stycznia 2012 roku przez Universal Music Group. Singel został umieszczony na albumie Satan i gatan.

## Lista utworów
- Digital download (25 stycznia 2012)

1. „Mitt hjärta blöder” – 3:20
2. „Mitt hjärta blöder” (Walz Guld Remix) – 3:18
3. „Dumpa mig” (2012 Version) – 3:50

## Teledysk
Teledysk do utworu wyreżyserowany przez Olivera Martina Henriqueza i Maceo Frosta został wydany 15 lutego 2012 roku przez Universal Music Sweden.

## Notowania na listach przebojów
| Kraj    | Lista (2011/2012) | Najwyższa pozycja |
| ------- | ----------------- | ----------------- |
| Szwecja | Top 60 Singles    | 5                 |